# ビリー・ヴェラ
ビリー・ヴェラ（Billy Vera、1944年5月28日 - ）は、アメリカ合衆国のソングライター、歌手。

## 来歴
カリフォルニア州リバーサイド出身。1967年、アトランティック・レコードからジュディ・クレイとのデュエット・ソング「Storybook Children」を発表し、1968年にBillboard Hot 100で54位を記録。また、1968年発表の「Country Girl – City Man」もクレイとのデュエットで、Billboard Hot 100では36位に達した。
1979年より、ジェフ・バクスターらが参加したバックバンド「ザ・ビーターズ」と共に活動。1981年にビリー・ヴェラ&ザ・ビーターズ名義でリリースした曲「At This Moment」（発売当時の邦題:「もういちど…」）は、発売当初はBillboard Hot 100で79位止まりとなったが、1985年から1986年にテレビドラマ『ファミリータイズ』の一部エピソードで使用され、それをきっかけにリバイバルヒットして、1987年1月にはBillboard Hot 100で1位を獲得した。

## ディスコグラフィ
- Storybook Children (with Judy Clay, Atlantic, 1968)
- With Pen In Hand (Atlantic, 1968)
- Out Of The Darkness (Midsong International, 1977)
- Billy & the Beaters (Alfa, 1981) (US #118)
- Billy Vera (Alfa, 1982)
- The Billy Vera Album (Macola, 1977 - re-released 1987)
- By Requestː The Best of Billy Vera and the Beaters (Rhino, 1987) (US #17, CAN #13)
- Retro Nuevo (Billy & the Beaters, Capitol, 1988)
- You Have To Cry Sometime (with Nona Hendryx, Shanachie, 1992)
- Out of the Darkness (Unidisc, 1994)
- Oh What a Night (Billy & the Beaters, Pool Party, 1996)
- Not For Sale (Billy Vera, Chance, 1999)
- Something Like Nothing Before (Classic World Productions, 2002)